# Anime-Comic
Ein Anime-Comic ist ein Comic, in dem einzelne Bilder verwendet werden, die ausschließlich aus einem Anime stammen. Nachträglich werden in die Bilder Sprechblasen und Geräusche lautmalerisch mittels sogenannter Onomatopoesie eingefügt, so dass die Geschichte als Comic wiedergegeben wird. In der Regel richtet sich der Text nach der Synchronisation des Anime, wobei es jedoch Abweichungen geben kann. Im Gegensatz zu den meisten Mangas sind Anime-Comics farbig.
Die Comic-Form entstand um 1980 in Japan als Fortsetzung der Verwertungskette von Manga-Serien zu Anime-Verfilmungen – zurück in die Comicform in kostengünstiger Weise mit deutlich größerem Profit als das Original. Die ursprüngliche japanische Bezeichnung animekomikkusu (アニメコミックス) wurde vom Verlag Kōdansha geprägt.
In einigen westlichen Ländern gingen von dortigen Verlagen produzierte Anime-Comics der Erstveröffentlichung von Mangas voraus. Diese gaben einen ersten Vorgeschmack auf japanische Comics. In Deutschland sind unter anderem die Anime-Filme zu den Serien Dragon Ball, Dragon Ball Z, Dragon Ball GT, One Piece, Detektiv Conan und Naruto als Anime-Comic erschienen.